# Grandevent
Grandevent je obec na západě Švýcarska v kantonu Vaud. Žije zde 238 obyvatel.

## Geografie
Grandevent leží v nadmořské výšce 665 m, vzdušnou čarou 7 km severozápadně od okresního města Yverdon-les-Bains. Zemědělská obec se rozkládá na jižním svahu Jury, v panoramatické poloze nad údolím řeky Arnon.
Území obce o rozloze 3,5 km² pokrývá část jižního svahu masivu Chasseron. Oblast se táhne od úpatí Jury (580 m n. m.) na sever, po hustě zalesněném srázu La Côte a přes výšiny Brelingard (1273 m n. m.) a Crêt Breny (1219 m n. m.) do sníženiny La Calame na antiklinále Chasseronu. Na úplném severu dosahuje obec svého nejvyššího bodu ve výšce 1390 m n. m. na jižním svahu Les Cernets. Na hřebeni Chasseronu se nacházejí rozsáhlé jurské vysokohorské pastviny s typickými mohutnými smrky, které zde stojí buď jednotlivě, nebo ve skupinách. V roce 1997 byla 2 % rozlohy obce pokryta zastavěnou plochou, 51 % lesy a lesními porosty a 47 % zemědělstvím.
Grandevent zahrnuje několik samostatných zemědělských podniků na jurských výšinách. Mimo vlastní obce Grandevent je její součástí i osada Vers-chez-Grison a sezónní alpský tábor Le Grand-Brelingard. Sousedními obcemi jsou Bullet, Fontaines-sur-Grandson a Novalles.

## Historie
Grandevent vznikl ve srovnání s ostatními obcemi v regionu poměrně pozdě. První písemná zmínka pod názvem Grandevens pochází z 16. století. Obec se někdy nazývala také Vers chez Grison podle statku jihozápadně od Grandevent. Obec patřila k panství Grandson; po roce 1476 se Grandson stal poddanským městem pod společným panstvím Bernu a Fribourgu. Po pádu Staré konfederace patřila obec v letech 1798–1803 v období Helvétské republiky ke kantonu Léman, který byl po vstupu v platnost mediační ústavy začleněn do kantonu Vaud. Do konce roku 1996 byla obec součástí okresu Grandson, od roku 1997 se stala částí nového okresu Jura-Nord vaudois.

## Obyvatelstvo
Z celkového počtu obyvatel je 92,4 % francouzsky mluvících, 3,5 % německy mluvících a 1,4 % italsky mluvících (stav v roce 2000). Ke švýcarské reformované církvi se ve stejném roce hlásilo 43,8 % obyvatel, k církvi římskokatolické 22,9 % obyvatel. V roce 1850 žilo v Grandevent celkem 152 obyvatel, poté jejich počet postupně klesal až na 58 obyvatel v roce 1970. V posledních letech však došlo k výraznému nárůstu počtu obyvatel.

## Hospodářství
Až do poloviny 20. století byla Grandevent vesnicí, která se vyznačovala především zemědělstvím. I dnes v dolní části obce stále převažuje zemědělství, na jurských výšinách pak chov dobytka, zejména dojnic. V posledních desetiletích se Grandevent vyvinul v rezidenční obec. Vzhledem k tomu, že v obci nejsou mimo primární sektor téměř žádná pracovní místa, mnoho pracujících dojíždí za prací převážně do Yverdonu.

## Doprava
Obec se nachází daleko od hlavních dopravních tahů. Hlavní přístupová cesta vede z Fontaines-sur-Grandson, zatímco nad obcí pokračuje úzká silnice do Villars-Burquin. Ve vybrané časy jezdí až do Grandevent poštovní autobusová linka z Yverdonu do Novalles.